# Dylan Lauren

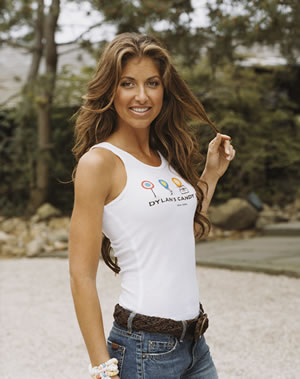
Dylan Lauren, 2011

Dylan Lauren (* 9. Mai 1974 in New York City) ist eine US-amerikanische Unternehmerin.

## Werdegang
Lauren ist die Tochter von Ricky Ann Low-Beer und des Modedesigners Ralph Lauren. Sie ist die jüngste von drei Geschwistern und hat zwei ältere Brüder. Sie besuchte zunächst die „Dalton School“, erreichte einen akademischen Abschluss in Geschichte an der Duke University und war Mitglied der dortigen Sorority Kappa Alpha Theta. Im Jahre 2001 begründete sie in New York City „Dylan’s Candy Bar“, in der schon mehrere bekannte Filme gedreht wurden. 2017 bestanden neben dem Hauptgeschäft noch weitere 16 Franchisenehmer von Dylan’s Candy Bar. 2017 war sie in der ABC-Serie The Toy Box in der Rolle einer Richterin zu sehen.
Lauren ist mit Paul Arrouet verheiratet und Mutter zweier Kinder.

## Veröffentlichungen
- „Dylan’s Candy Bar: Unwrap Your Sweet Life“, Penguin Random House Canada, 2010

## Auszeichnungen
- The Sexiest CEOs Alive (Platz 22 von 50), 2013[4]

## Filmografie
- 2007: Drinks with LX (Fernsehserie)
- 2008–2011: Die Oprah Winfrey Show (Fernsehserie)
- 2009: Cake Boss (Fernsehserie)
- 2009: Dinner: Impossible (Fernsehserie)
- 2010: Today (Fernsehserie)
- 2010: Wendy: The Wendy Williams Show (Fernsehserie)
- 2011: Arthur (Komödie)
- 2011: The Chew (Fernsehserie)
- 2012: Big Morning Buzz Live (Fernsehserie)
- 2012: Commander in Heels (Fernsehdokumentation)
- 2016: Late Night with Seth Meyers (Fernsehserie)
- 2016–2017: Good Morning America (Fernsehserie)
- 2017: The Toy Box (Fernsehserie)
- 2018: CBS News Sunday Morning (Fernsehserie)
- 2019: On Creativity with Paula Wallace (Fernsehserie)